# La Voz de Almería
La Voz de Almería es un diario español publicado en la provincia de Almería desde 1939.

## Historia
Originalmente denominado Nueva España y poco después renombrado Yugo, el diario nació en 1939 —tras el final de la Guerra civil— y coincidiendo con la desaparición de otros periódicos existentes en Almería. Durante mucho tiempo fue el único diario editado en toda la provincia de Almería. Yugo perteneció a la Cadena de Prensa del Movimiento.
A comienzos de la década de 1960 fue renombrado como La Voz de Almería. En esta época la circulación del diario ya alcanzó los 5.000 ejemplares. Tras la muerte de Franco y el desmontaje de la dictadura, el diario pasó a formar parte del organismo Medios de Comunicación Social del Estado. En 1984 el diario fue puesto en subasta pública y adquirido por una empresa privada, Novotécnica. Posteriormente, en el otoño de 1999 el diario fue adquirido por el grupo Prisa, que lo mantuvo bajo su control hasta 2007. Ese año el Grupo Prisa decidió desprenderse de él y vendérselo a la propia empresa editora del diario —Novotécnica, controlada por José Luis Martínez García—, situación que se ha mantenido hasta la actualidad.
En fechas recientes ha debido hacer frente a la competencia del Diario de Almería, del Grupo Joly.

## Directores y colaboradores
A lo largo de su historia, en la dirección del diario han destacado José María Bugella, José Cirre Jiménez, Eduardo Molina Fajardo o Donato León Tierno.
Entre sus colaboradores históricos destacan Manuel del Águila, Eduardo del Pino o José Ángel Tapia Garrido, y entre los actuales, Evaristo Martínez y Lola González.